# Gulärtsmjöl
Gulärtsmjöl är ett finmalet mjöl gjort på baljväxten gula ärtor. Mjölet har en lätt gul ton, är rikt på fibrer, protein och har ett högre näringsvärde än vetemjöl. Gulärtsmjöl är fritt från gluten kan ersätta vetemjöl i matlagning, bakning, såser och i redningar
En klassisk rätt med gulärtsmjöl är den engelska gröten brose. Vid bakning med gulärtsmjöl bör man tillsätta guarkärnmjöl, det gör degen klistrig på samma sätt som gluten gör i vetemjöl.